# Zusatzweiterbildung Transplantationsmedizin
Die Zusatzweiterbildung Transplantationsmedizin ist eine in der Musterweiterbildungsordnung der deutschen Bundesärztekammer von 2018 (MWBO) aufgeführte Zusatz-Weiterbildung in Transplantationsmedizin für Fachärzte für Anästhesiologie, Allgemeinchirurgie, Gefäßchirurgie, Herzchirurgie, Thoraxchirurgie, Viszeralchirurgie, Innere Medizin und Gastroenterologie, Innere Medizin und Kardiologie, Innere Medizin und Nephrologie, Innere Medizin und Pneumologie, Kinder- und Jugendmedizin oder Urologie.

## Definition
Die Zusatz-Weiterbildung Transplantationsmedizin umfasst in Ergänzung zu einer Facharztkompetenz die Indikationsstellung, Vorbereitung, Durchführung und/oder Nachsorge bei Organtransplantationen, Lebend-Organspenden, Erkennung und Behandlung von Komplikationen nach Organspende, das Wartelistenmanagement und umfassende immunologische Kenntnisse einschließlich der Anwendung und Überwachung der medikamentösen Immunsuppression nach Organtransplantation und supportiver Maßnahmen.

## Mindestanforderung
Um die Zusatzbezeichnung Transplantationsmedizin führen zu dürfen, müssen Ärztinnen und Ärzte
- über die Facharztanerkennung in Anästhesiologie, Allgemeinchirurgie, Gefäßchirurgie, Herzchirurgie, Thoraxchirurgie, Viszeralchirurgie, Innere Medizin und Gastroenterologie, Innere Medizin und Kardiologie, Innere Medizin und Nephrologie, Innere Medizin und Pneumologie, Kinder- und Jugendmedizin oder Urologie verfügen

und zusätzlich
- 24 Monate Transplantationsmedizin in einem Transplantationszentrum an Weiterbildungsstätten absolvieren.[1]

Dieser Bezeichnung kann der adjektivische Zusatz der jeweiligen Facharztbezeichnung zugefügt werden.
Bei der Anmeldung zur Weiterbildungsprüfung müssen der zuständigen Ärztekammer sämtliche Nachweise über die erfüllten Mindestanforderungen vorgelegt werden. Dazu gehören auch die Logbuch-Dokumentationen über alle durch die MWBO vorgegebenen Inhalte der Weiterbildung.

## Inhalte der Weiterbildung
Bei der Weiterbildungsprüfung muss man darlegen können, dass man Kenntnisse, Erfahrungen und Fertigkeiten unter anderem in folgenden Bereichen erlangt hat:

### Gemeinsame Inhalte der Zusatz-Weiterbildung Transplantationsmedizin
- Vorbereitung und Meldung auf die Warteliste zur Organtransplantation sowie Wartelistenmanagement
- Grundlagen der Spender- und Empfängerauswahl
- Indikationsstellung und Kontraindikationen für die Transplantation
- Immunsuppressive Therapieoptionen bei Organtransplantation
- Erkennung und ggf. interdisziplinäre Behandlung von immunologischen, chirurgischen und pharmakologischen Komplikationen nach

Organtransplantation
- Nachsorge nach Organtransplantation, auch in interdisziplinärer Zusammenarbeit

### Spezifische Inhalte für die Facharzt-Weiterbildungen Allgemeinchirurgie, Gefäßchirurgie, Viszeralchirurgie, Urologie
- Perioperative Behandlung von Patienten vor und nach Nieren-, Leber-, Pankreas- und/oder Dünndarmtransplantation
- Farbkodierte Duplexsonographie der Leber und/oder Niere
- Organentnahme bei Nierenlebendspende und/oder Leberlebendspende
- Organentnahme bei postmortaler Organspende
- Transplantationen alternativ entweder Nieren oder Leber oder Pankreas
- Nieren- und/oder Lebertransplantatbiopsie

### Spezifische Inhalte für die Facharzt-Weiterbildungen Anästhesiologie
- Mitbeurteilung des Operationsrisikos bei Patienten zur Nieren- oder Leber- oder Pankreas- oder Dünndarm- oder Herz- oder

Lungentransplantationen
- Anästhesieverfahren bei Organtransplantationen
- Intensivmedizinische Behandlung von Patienten vor und nach Transplantationen
- Betreuung transplantierter Patienten für Zusatzeingriffe

### Spezifische Inhalte für die Facharzt-Weiterbildung Herzchirurgie
- Perioperative Behandlung von Patienten vor und nach Herz- und/oder Lungentransplantation
- Organentnahme bei postmortaler Organspende
- Thorakale Transplantation von Herz und/oder Lunge und/oder kombiniert Herz-Lunge

### Spezifische Inhalte für die Facharzt-Weiterbildung Thoraxchirurgie
- Perioperative Behandlung von Patienten vor und nach Lungentransplantation
- Organentnahme bei postmortaler Organspende
- Lungentransplantation

### Spezifische Inhalte für die Facharzt-Weiterbildung Innere Medizin und Gastroenterologie
- Behandlung von Patienten vor und nach Lebertransplantation
- Farbkodierte Duplexsonographie des Lebertransplantats
- ERCP nach Lebertransplantation
- Lebertransplantatbiopsie nach Lebertransplantation

### Spezifische Inhalte für die Facharzt-Weiterbildung Innere Medizin und Kardiologie
- Behandlung von Patienten vor und nach Herz- und Herz-Lungentransplantation
- Endomyokardbiopsie nach Herztransplantation
- Linksherzkatheter einschließlich Koronarangiographie nach Herztransplantation

### Spezifische Inhalte für die Facharzt-Weiterbildung Innere Medizin und Nephrologie
- Behandlung von Patienten vor und nach Nierentransplantation und Pankreastransplantation
- Farbkodierte Duplexsonographie des Nierentransplantats
- Nierentransplantatbiopsie

### Spezifische Inhalte für die Facharzt-Weiterbildung Innere Medizin und Pneumologie
- Behandlung von Patienten vor und nach Lungen- und Herz-Lungentransplantation
- Bronchoskopie mit bronchoalveolärer Lavage nach Lungentransplantation
- Lungenfunktionsuntersuchungen nach Lungentransplantation

### Spezifische Inhalte für die Facharzt-Weiterbildung Kinder- und Jugendmedizin
- Behandlung von Kindern und Jugendlichen vor und nach Nieren-, Leber-, Darm-, Herz- und/oder

Lungentransplantation
- Farbkodierte Duplexsonographie
- Nieren- und/oder Lebertransplantatbiopsie
- Re-/Linksherzkatheter einschließlich Koronarangiographie nach Herztransplantation
- Endomyokardbiopsie nach Herztransplantation.[1]

Die Inhalte der Musterweiterbildungsordnung sind allerdings nur eine Empfehlung für die rechtsverbindlichen Weiterbildungsordnungen der Landesärztekammern, die hiervon abweichende Regelungen treffen können.